# بيتر راي
بيتر راي (بالإنجليزية: Peter Rae)‏ هو سياسي أسترالي، ولد في 24 سبتمبر 1932 في أستراليا. حزبياً، نشط في الحزب الليبرالي الأسترالي. وقد انتخب عضو مجلس النواب تسمانيا من الجمعية عن دائرة Division of Bass (state) ‏ (8 فبراير 1986 – 13 مايو 1989) وانتخب عضو مجلس الشيوخ الأسترالي ‏ عن دائرة Tasmania ‏ (1 يوليو 1968 – 16 يناير 1986).